# Mary Kingsley
Mary Kingsley, celým jménem Mary Henrietta Kingsley (13. října 1862, Islington, Londýn – 3. června 1900, Simon's Town, Jihoafrická republika) byla anglická spisovatelka a badatelka, která významně ovlivnila evropské představy o Africe a Afričanech.

## Život
Mary Kingsley vyrůstala v Londýně. Přečetla množství cestopisů z otcovy knihovny a velmi zatoužila cestovat. Mnoho let svůj sen nemohla uskutečnit, protože oba její rodiče byli ve stáří invalidy a ona musela zůstat doma a starat se o ně. Když zemřeli, neztrácela čas a naplánovala si první cestu po západní Africe. V letech 1893 až 1894 strávila pět měsíců cestováním po řece Kongo a studovala africké zvyky. Její druhá cesta, která začala v prosinci 1894, byla ještě dobrodružnější. Přistála na gabonském pobřeží a cestovala na kanoi nahoru proudem po řece Ogooué.
Volně se pohybovala mezi příslušníky kanibalského kmene Fang a obchodovala s nimi výměnným způsobem. Své přesvědčení, že Evropané se nemusí obávat Afričanů, pokud se k nim chovají laskavě, potvrdila vlastními zkušenostmi. V říjnu 1895 se vrátila zpět do Londýna.
Plány Mary Kingsley na třetí západoafrickou výpravu znemožnilo vypuknutí búrské války v Jihoafrické republice. Přesto tam odcestovala, aby ošetřovala burské zajatce, ale onemocněla horečkou a 3. června 1900 zemřela.
Mary Kingsley byla jako objevitelka výjimečná, jednak proto, že byla žena, ale i proto, že prokazovala laskavost a pochopení lidem, které na cestách setkávala.